# Гірнича промисловість Білорусі
Гірнича промисловість Білорусі

## Загальна характеристика
У Білорусі створені і функціонують гірничодобувна, нафтовидобувна і нафтопереробна промисловість, промисловість по виробництву калійних і карбонатних добрив, будівельних матеріалів та ін. Видобувають нафту, буре вугілля, торф, агрохімічну сировину — калійні і кам'яні солі, сапропелі, доломіт для виробництва вапнякових добрив, різноманітні будівельні матеріали: сировину для виробництва цементу і вапна, буд. і облицювальний камінь, піски будівельні, силікатні, піщано-гравійні суміші, глини керамічні, вогнетривкі і для виробництва легких заповнювачів, а також формовочні піски і глини, прісні і мінеральні підземні води. Поки що не розробляють родовища залізняку, рідкісних металів, горючих сланців, фосфоритів, цеолітів, гіпсу, комплексні родовища алюмінієвої і содової сировини та ін. Є перспективи розробки вугільних, сланцевих і рудних родовищ.
За рахунок розробки власних родовищі мінеральної сировини Білорусь у 2000 р. забезпечувала річний видобуток 1,9 млн т нафти, 5 млн т торфу, 3,4 млн т оксидів калію, 200 тис. т кухонної солі, 3 млн т доломіту, 4,5 млн т цементної сировини, 500 тис. т крейди для виробництва вапна, 3,1 млн м3 буд. каменю, 11 млн м3 буд. пісків і піщано-гравійних матеріалів, 2 млн м3 глинистої сировини для виробництва цегли і легких заповнювачів, 170 тис. т скляних пісків, 500 тис. т формівних пісків, понад 1 000 млн м3 прісних підземних і 350 тис. м³ мінеральних вод.
Переважна більшість гірничодобувних підприємств знаходиться в державному секторі, хоч статтею II нового Кодексу Республіки Білорусь про надра передбачено, що користувачами надр в республіці можуть бути юридичні особи, незалежно від форм власності і підлеглості, і фізичні особи, в тому числі іноземні.
Найбільшими підприємствами-користувачами надр у Білорусі є: ВО «Белгеологія» (м. Мінськ), ВО «Бєларусьнєфть» (м. Гомель), ВО «Бєларуськалій» (м. Солігорськ, розробка Старобінського родовища калійних солей), ВО «Граніт» (смт Мікашевичі, Брестська обл., розробка Мікашевичського родовища будівельного каменя), ВО «Доломіт» (смт Руба Вітебської області, розробка родовища доломіту Руба), ДП «Білоруський цементний завод» (смт Комунари Могильовської обл., розробка найбільшого в Європі Комунарського родовища цементної сировини).
Найважливішою особливістю, що впливає на ефективність роботи гірничих підприємств Білорусі, є поширеність обводнених родовищ нерудних гірських порід. Водозниження вимагає великих витрат (від 10 до 50 % загальних витрат на видобуток).

## Видобування окремих видів корисних копалин
Нафта і газ. Пром. видобуток нафти і газу початий в 1965. Видобуток нафти в 1998 р. становив 1,8 млн т і природного газу 300 млн м3. З початку розробки до 2000 р. видобуто понад 100 млн т нафти. Провідна нафтогазова компанія повного виробничого циклу — Акціонерна Нафтогазова компанія «Славнефть», яка працює в Росії і Білорусі.
Торфова промисловість у Білорусі розвивається як самостійна галузь господарства. За всі роки видобуто понад 1 млрд т торфу.
Калійна сіль. З 1961 р. розробляється Старобінське родовище калійних солей із запасами 980,5 млн т оксиду калію. Станом на 1999 р. видобуток ведуть на другому і третьому калійних горизонтах. Розробка здійснюється шахтами в інтервалі глибин 350–1000 м. Руди переважно сильвінітового складу. Середній вміст K2O — 16,2%. На базі Старобінського родовища працюють чотири рудники ВО «Бєларуськалій». Найважливіше джерело отримання валюти для Білорусі — калійні добрива, що виробляються на базі запасів калійних солей. ВО «Бєларуськалій» — один з найбільших світових виробників і експортерів мінеральних калійних добрив. У 1997 р. ВО «Бєларуськалій» видобуло 23,4 млн т руди і виробило 3,25 млн т мінеральних добрив в перерахунку на 100% K2O. Тільки 15% продукції об'єднання залишається в Білорусі, а інша експортується в 50 країн світу, в тому числі в Росію (37%), Китай, Польщу, США, Малайзію і інші країни. За оцінками експертів, запасів солей калію вистачить на 100 років їх розробки.
За оцінкою Геологічної служби США в 2000 р. (в дужках дані за 1999 р.) в Білорусі видобуто 3,8(3,6) млн т калійних солей в перерахунку на K[2]О (2-е місце після Канади), у світі — 25,552 (25,239) млн т.
У 2002 р. за обсягом виробництва калійних добрив Білорусь зайняла 3-є місце у світі після Канади і Росії, а за обсягом експорту — 2-е після Канади. На частку республіки припадає 14,3% виробництва і 15,5% світового експорту калію. У 2003 році спостерігається позитивна динаміка експорту калійних добрив Білоруссю (в І кв. 2003 — на 25% до І кв. 2002). Такий значний приріст забезпечений за рахунок стійкого попиту на ринку Китаю і підвищення цін на калійні добрива в ряді країн-імпортерів калію (RCC.RU).
Кухонна сіль. Розробляється Мозирськоє родовище кухонної солі. Покрівля соленосної товщі тут залягає на глибинах 699–734 м, розкрита потужність солі — 750 м. Вміст NaCl в солі 97,8—99,0%. Родовище розробляється методом підземного вилуговування через свердловини. Початий видобуток кам'яної солі шахтним способом на Старобінському родовищі.
Доломітове родовище Руба розробляють відкритим способом. Розробку веде державне підприємство «Доломіт» (Вітебська обл). За гірничо-геологічними умовами це найскладніше гірниче підприємство Білорусі, оскільки 2/3 його запасів сильно обводнені. Підготовка корисної копалини до виїмки здійснюється буропідривним способом, на видобувних роботах використовують екскаватори з місткістю ковша 5—10 м3. Другий уступ розробляють шляхом черпання породи крокуючим екскаватором ЭШ-10/70 з-під води. Щорічно підприємство виготовляє 5,5 млн т доломітового борошна, що використовується для вапнування кислих ґрунтів. Розвідані запаси забезпечують можливість нарощування виробництва доломітового борошна для вапнування кислих ґрунтів до 7-8 млн т/рік.
Розробляються родовища формувальних пісків. Частина їх ввозиться з України, оскільки в Білорусі добувають формувальні піски не всіх марок, необхідних для металургійних підприємств Білорусі. Крім того, розробляють родовища каменю, скляних пісків та ін.
Цементна промисловість. Особливістю технології розробки родовища Комунарське (Білоруський цементний завод) є селективна виїмка «низьких» і «високих» мергелей, застосування потужних драґлайнів (ЭШ-6,5/45) і механічних лопат (ЭКГ-10), використання залізничного транспорту для перевезення сировини на завод, попередня екскавація сировини в штабель для зневоднення, повне або часткове водозниження в робочій зоні кар'єру.
Підземні води. Розробляється 121 родовище прісних підземних вод, річний відбір з яких становить порядку 1000 млн м3. Місто Мінськ, обласні міста, великі промислові підприємства забезпечені запасами прісних підземних вод на перспективу. Розробляється також 50 джерел мінеральних вод (2000 р). На базі розвіданих джерел функціонують санаторії «Нарочь», «Летці», «Аксаковщина», «Крініца» і інш.

## Наукові установи, підготовка кадрів
Див. Гірнича наука, освіта та преса Бєларусі